# Deutz D 16006
Der D 16006 ist ein Traktor mit Knicklenkung der Marke Deutz aus der Baureihe D-06. Er war das damalige Spitzenmodell von Deutz. Obwohl der D 16006 vom Hersteller der Baureihe D-06 zugeordnet wurde, hatte der Traktor technisch kaum Gemeinsamkeiten mit anderen Traktoren dieser Generation.

## Geschichte

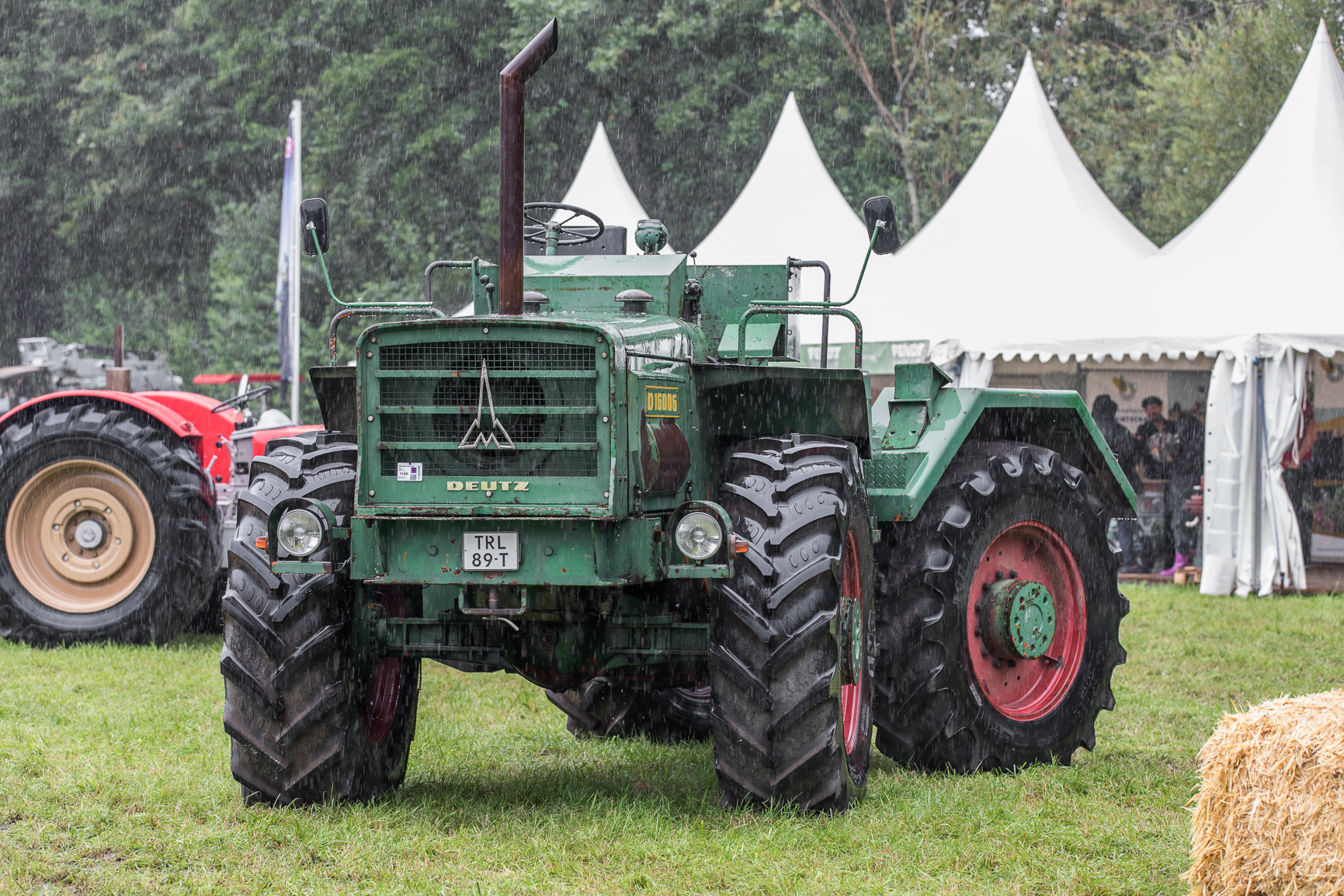
Deutz D 16006 von 1969

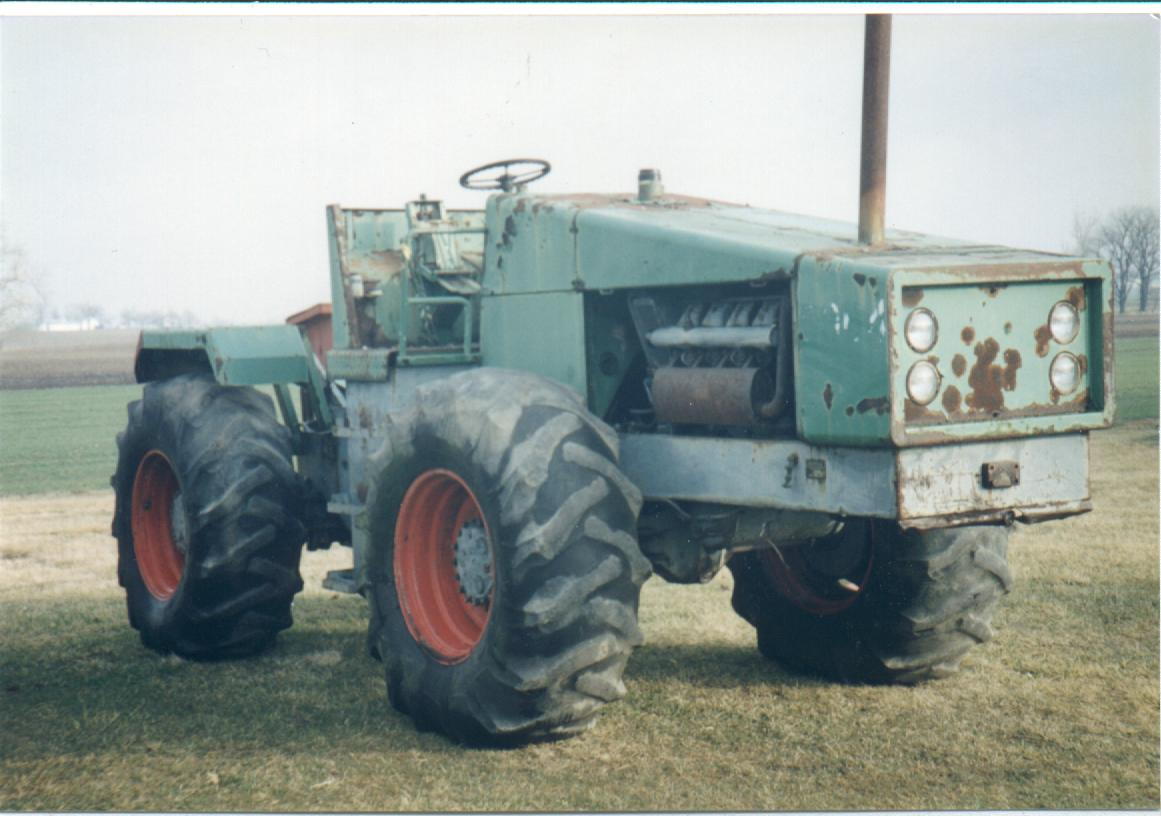
Deutz D 16006, zweite Bauserie

Die Klöckner-Humboldt-Deutz AG stellte die Produktion von Baumaschinen Ende der 1960er-Jahre ein. Der Hauptgrund für diese Entscheidung war, dass viele der anderen Baumaschinenhersteller wichtige Abnehmer von Deutz-Motoren waren und man nicht in Konkurrenz zu diesen treten wollte. So kam die Überlegung auf, einen Radlader aus der Baumaschinenproduktion zu einem Großtraktor mit Knicklenkung umzufunktionieren. Zu diesem Zweck wurden Fahrersitz und Bedienungselemente gedreht, sodass der Motor nun vorn lag. Dieses Modell war vor allem für den harten Pflugeinsatz in Großbetrieben gedacht.
Das 1969 präsentierte Modell war vorwiegend für den Export bestimmt; mangels Markterfolg wurde die Produktion nach einigen Dutzend hergestellten Einheiten eingestellt. Der D 16006 war bis 1975 im Lieferprogramm von Deutz.

## Technik
Charakteristisch für den D 16006 sind die Knicklenkung und der hydraulische Antrieb. Als Motor kommt ein F8L413 mit einer Leistung von 160 PS zum Einsatz. Dieser überträgt die Leistung über ein Lastschaltwendegetriebe mit vier Vorwärts- und Rückwärtsgängen und einen hydrodynamischen Drehmomentwandler an ein nachgeschaltetes Zweigang-Stufen-Getriebe. So konnte der Traktor aus dem Stand stufenlos bis zu seiner Endgeschwindigkeit beschleunigen. Die vierte Fahrstufe wurde gesperrt, um die Höchstgeschwindigkeit zu beschränken. Der Allradantrieb des D 16006 ist permanent und die Zapfwelle wird hydraulisch angetrieben.

### Technische Daten
|                        | D 16006                                                                             |
| ---------------------- | ----------------------------------------------------------------------------------- |
| Motorbauform           | V8                                                                                  |
| Treibstoff             | Diesel                                                                              |
| Verbrennungsverfahren  | Viertaktmotor                                                                       |
| Gemischaufbereitung    | Direkteinspritzung                                                                  |
| Kühlung                | Gebläsekühlung                                                                      |
| Hubraum                | 11290 cm³                                                                           |
| Leistung               | 117,6 kW (160 PS) bei 2300 min−1                                                    |
| Hub × Bohrung          | 125 × 120 mm                                                                        |
| Verdichtungsverhältnis | 18:1                                                                                |
| Höchstgeschwindigkeit  | 20 km/h bzw. 25 km/h                                                                |
| Antriebsart            | Allradantrieb (Permanent)                                                           |
| Kraftübertragung       | Stufenlos über Drehmomentwandler Twin Disc TD CC 44-510R 4/4                        |
| Hydraulik              | Bosch-Kraftheber, Hubkraft: 3500 kg, Systemdruck: 175 bar, Förderleistung: 40 l/min |
| Standardbereifung      | vorne und hinten entweder 18.4-34 oder 23.1-30                                      |
| Bauart                 | Rahmen                                                                              |
| Leergewicht            | 9000 kg                                                                             |
| zul. Gesamtgewicht     | 14.560                                                                              |
| Spurweite v / h        | 1740 / 1620 mm                                                                      |
| Radstand               | 3050 mm                                                                             |
| L × B × H              | 6250 × 2670 × 2550 mm                                                               |